# Emmaboda IS
Emmaboda IS startades 1927 och är ett idrottssällskap i Emmaboda.
Klubben, som spelade tre säsonger i Sveriges dåvarande andradivision i fotboll i början och mitten av 1970-talet, hade då framgångar med vinster i seriematcher mot lag som Kalmar FF, IFK Göteborg och Helsingborgs IF.

### Fotnoter
1. ↑  ”Om Emmaboda IS”. Emmaboda IS. http://www.laget.se/EMMABODAIS/About. Läst 9 februari 2015.
2. ↑  Claes Glenning. ”SWEDEN 2nd level alltime table 1924/25 - 2008”. Svenska fotbollstabeller. http://www.oocities.org/clasglenning/Svenska_fotbollstabeller/SWEDEN_2ND_ALLTIME.html. Läst 9 februari 2015.
3. ↑  ”Spelare vi särskilt minns”. Emmaboda IS. 4 mars 2009. Arkiverad från originalet den 24 augusti 2010. https://web.archive.org/web/20100824172053/http://www.emmabodais.se/nyheter.php?nyhetid=992. Läst 11 oktober 2011.